# Park Row
Park Row è un film del 1952 diretto da Samuel Fuller.
È una commedia drammatica statunitense con Gene Evans, Mary Welch e Bela Kovacs. È ambientato a New York nel 1886. Il titolo si riferisce alla strada di Manhattan dove si trovavano le sedi della maggior parte dei giornali di New York.

## Trama
Phineas Mitchell, giornalista presso il giornale "The Star", viene licenziato per aver espresso delle opinioni in disaccordo con la direzione del giornale. Pertanto nel 1886, a New York, fonda il "The Globe", un nuovo quotidiano che ha sede in Park Row, la strada dei giornali. Suoi collaboratori sono Charles A. Leach che ha ha una tipografia e dispone di spazi, il reporter Josiah Davenport e il giovane Rusty. Phineas diviene amico di un certo Mergenthaler che sta mettendo a punto una nuova macchina che consente di velocizzare il processo di composizione dei fogli di giornale. La concorrenza è, però, molto dura soprattutto da parte di Charity Hackett l'editrice di "The Star". La donna lo teme per le sue idee geniali e innovative. Mitchell e i suoi collaboratori subiscono ogni tipo di boicottaggio, non ultimo la distruzione di parte della sede del giornale da parte della concorrenza. Quest'ultimo colpo porta alla disperazione Mitchell che dopo aver vagato tutta una notte e dopo essersi addormentato, si sveglia al mattino trovando i suoi colleghi al lavoro, Charity che gli annuncia di aver chiuso il suo giornale per consentire a "The Globe" di prosperare e Mergenthaler che ha usato la sua nuova macchina, ormai ultimata, per comporre di nuovo i fogli che erano andati distrutti.

## Produzione
Il film fu diretto, sceneggiato e prodotto da Samuel Fuller per la United Artists tramite la Samuel Fuller Productions e girato dal 22 gennaio al primi di febbraio 1952.

## Distribuzione
Il film fu distribuito al cinema negli Stati Uniti dal 12 agosto 1952 dalla United Artists.
Altre distribuzioni:
- in Francia il 24 febbraio 1971 (Violences à Park Row)
- in Germania Ovest il 6 gennaio 1973 (Park Row - Eine Zeitung für New York)
- in Repubblica Ceca il 1º luglio 2011 (Karlovy Vary International Film Festival)
- in Grecia il 2 ottobre 2011 (Panorama of European Cinema)
- in Francia il 4 ottobre 2011 (Grand Lyon Film Festival)
- in Francia il 19 ottobre 2011 (redistribuzione)
- in Brasile (A Dama de Preto)

## Critica
Secondo il Morandini il film è una «commedia piena d'amore euforico per il giornalismo» che racconta, in maniera arguta e intelligente, l'avvento del primo giornalismo scandalistico e frivolo in contrasto con quello classico e severo. Secondo Leonard Maltin il film è un "tosto racconto".

## Promozione
La tagline è: Street of rogues... reporters... and romance!.